# John Cazale
John Cazale (Boston, 12. kolovoza 1935. – New York, 12. ožujka 1978.), američki filmski i kazališni glumac čija se kratka karijera rastegla kroz nekoliko visoko cijenjenih filmova iz sedamdesetih.

## Životopis
Amerikanac  talijanskih korijena, Cazale je rođen u Bostonu, Massachusetts. Studirao je dramu na koledžu Oberlin i sveučilištu u Bostonu, a kao tinejdžer se družio s  Alom Pacinom. Preselio se u New York i radio kao dostavljač za naftnu kompaniju, a isto vrijeme glumio na Broadwayu i prijavljivao se za filmske i televizijske projekte. Nije zapamćen samo po svojim ulogama, nego i po otkrivanju svog prijatelja iz djetinjstva, Pacina, kazališnog kolege  Roberta De Nira i svoje zaručnice u vrijeme kad je umro, Meryl Streep.
Na filmu je debitirao s prijateljem Alom Pacinom, kao Fredo Corleone u Kumu  Francisa Forda Coppole. Film je srušio sve rekorde na box-officeu i stvorio od Pacina, Cazalea i još nekih anonimnih glumaca zvijezde. Cazale je nakon toga ponovno nastupio s Pacinom u filmu  Sidneyja Lumeta, Pasje poslijepodne (za tu ulogu je nominiran za Zlatni globus) i reprizirao svoju ulogu Freda u  Kumu II. Tijekom ovog vremena, nastupio je i s  Geneom Hackmanom u Coppolinom filmu Prisluškivanje.

## Smrt
Iako mu je dijagnosticiran rak kostiju, Cazale je nastavio raditi, a zadnji nastup bio je sa zaručnicom Meryl Streep u filmu Lovac na jelene. Kad je distributer, studio Universal, saznao za Cazaleovu bolest, nisu ga bili spremni angažirati, ali su se Streep i redatelj Michael Cimino zauzeli za njega. Cazale nije doživio da vidi film, pa tako nikad nije saznao da je svaki film u kojem je nastupio bio nominiran za Oscara za najbolji film. Nijedan drugi glumac koji je snimio više filmova nije to uspio postići.

## Ostavština
Cazale je poseban u smislu da je svaki njegov film bio nominiran za Oscara. Svi njegovi filmovi nalaze se na IMDb-ovom popisu 250 najboljih filmova svih vremena. Unatoč ulogama očajnih, nasilnih likova, bio je draga i pristojna osoba u stvarnom životu - mnogi koji su ga bolje poznavali govorili su da je bio "stidljiv" i "vrlo osjetljiv" te da je bio dobar prijatelj s mnogim glumcima s kojima je radio. Dobar prijatelj i česti suradnik Pacino nastupio je s njim u tri filma i nekoliko kazališnih produkcija, a nazivao ga je "svojim glumačkim partnerom".
Godinama nakon njegove smrti, pojavio se i u svojem šestom filmu,  Kumu III (1990.), ali u arhivskim materijalima. Kum III također je bio nominiran za najbolji film. Nedavno je Cazaleov lik, Fredo, upotrijebljen za video-igru Kum. Po njemu je nazvano i kazalište, McGinn/Cazale Theatre, smješteno na 2162 Broadway u 76. ulici.

## Filmografija
- Kum (1972.) - Fredo Corleone
- Prisluškivanje (1974.) - Stan
- Kum II (1974.) - Fredo Corleone
- Pasje poslijepodne (1975.) - Salvatore "Sal" Naturile
- Lovac na jelene (1978.) - Stanley "Stosh"

## Vanjske poveznice
- John Cazale u internetskoj bazi filmova IMDb-u (engl.)